# Perejma
Perejma (ukr. Перейма) – wieś na Ukrainie w rejonie podolskim obwodu odeskiego, na historycznym Podolu.
W czasach I Rzeczypospolitej wieś leżała w województwie bracławskim w prowincji małopolskiej Korony Królestwa Polskiego. W 1789 była prywatną wsią należącą do Lubomirskich. Odpadła od Polski w wyniku II rozbioru.